# والتر بينيت (لاعب كرة قدم)
والتر بينيت (بالإنجليزية: Walter Bennett)‏ هو لاعب كرة قدم بريطاني (وحمل سابقاً جنسية المملكة المتحدة لبريطانيا العظمى وأيرلندا) في مركز الهجوم، ولد في 1 أبريل 1874 في إنجلترا في المملكة المتحدة، وتوفي في 6 أبريل 1908 في المملكة المتحدة. شارك مع منتخب إنجلترا لكرة القدم. أما مع النوادي، فقد لعب مع دنابي يونايتد وشيفيلد يونايتد ونادي بريستول سيتي وMexborough Town F.C. ‏.

## وصلات خارجية
- والتر بينيت على موقع ناشيونال فوتبول تيمز (الإنجليزية)